# Cerreto d'Esi
Cerreto d'Esi è un comune italiano di 3 351 abitanti della provincia di Ancona nelle Marche.

## Geografia fisica
Il comune sorge in una piccola valle appenninica circondata da rilievi dolci e collinari nel versante di ponente e da rilievi più elevati verso est, con il monte San Vicino che raggiunge i circa 1500 m s.l.m.
Il comune è percorso dal fiume Esino che, dopo aver lasciato la provincia di Macerata, entra nel territorio comunale prima di dirigersi verso Albacina di Fabriano.

## Storia
Il primo nucleo abitativo di Cerreto d'Esi venne formato da alcuni abitanti della vicina Tuficum che, durante l'invasione dei Longobardi cercarono rifugio nelle zone collinari circostanti. Nel periodo della guerra greco-gotica il nucleo iniziale, adeguatamente fortificato, divenne il caposaldo del generale Belisario. Come risulta da antichi scritti del XVI secolo, la cittadina fin dal Medioevo ebbe facoltà di legiferare. Il paese attuale, che conta circa 4 000 abitanti, si è espanso in modo regolare intorno al nucleo storico, nel quale possiamo ammirare la Torre civica detta di Belisario, Porta Giustiniana e la Fontana dei Delfini. In questa zona esistono numerose realtà produttive, dalla lavorazione del legno alla produzione di elettrodomestici, non tralasciando le aziende vinicole: ci troviamo infatti nella rinomatissima zona del Verdicchio di Matelica.

## Monumenti e luoghi d'interesse
- Porta superiore o Porta Giustinianea (o Giustiniana),
- Bassorilievo della Sirena,
- Fontana dei delfini, in pietra arenaria di Signa in Toscana, è costituita da una vasca circolare; al centro di questa è posto un basamento triangolare su cui s'innalza una colonna con capitello corinzio; intorno a tale colonna si avvolgono tre "delfini".
- La torre,
- Ex casa Ottoni,
- Torrione dell'Agostino,
- Santa Maria della Piazza (Assunta),
- Santa Maria della Porta,
- L'Annunziata,
- San Lorenzo,
- Oratorio di San Rocco e San Sebastiano,
- Sant'Anna,
- San Giovanni Battista,
- Madonna delle Grazie, la chiesa si trova nel quartiere della Madonna delle Grazie, una lapide sopra la porta d'ingresso riporta la data 1598; si pensa che questo sia l'anno della sua edificazione. Nella sagrestia della chiesa si trova un affresco, attribuito alla scuola fabrianese del XV secolo, che rappresenta l'immagine della Madonna, con ai lati Sant'Antonio Abate e San Leopardo martire. Nel 1678 fu costruito un altare di legno dorato e vi fu collocata una tela rappresentante la Vergine, San Rocco e San Vincenzo Ferreri.
- San Giovanni Evangelista (località Incrocca), si trova nel giardino della località di Villa Incrocca. La fece costruire nel 1760 la famiglia Ramelli di Fabriano.
- San Leopardo, all'inizio del XIII secolo dipendeva dal Monastero di San Vittorio delle Chiuse.
- Madonna della Venza, originariamente era un'edicola costruita forse nei primi anni del secolo XVII. Successivamente fu trasformata in piccola Chiesa e nell'unico altare è collocato un affresco con l'immagine dipinta della Madonna della Quercia di Viterbo alla quale erano devoti i cerretesi che emigravano, a causa di lavori agricoli, in quella città.
- Santa Lucia,
- Santa Maria dell'Acquarella,
- Il fossato di Cerreto (area archeologica),
- Antica farmacia Giuli.
- Teatro Casanova, riaperto il 20 aprile 2013 con un Gran Concerto tenuto dalla Banda Comunale di Cerreto d'Esi diretta dal maestro Diego Marani

## Società

### Evoluzione demografica
Abitanti censiti

### Enti e associazioni
- Banda Comunale di Cerreto d'Esi

## Dialetto
Il dialetto del paese, localmente chiamato Ciaritu (lu dialettu de Ciaritu) presenta caratteristiche morfologiche che lo avvicinano più ai dialetti maceratesi che a quelli anconetani, per cui esso, almeno nella sua forma più genuina ed ormai quasi estinta, potrebbe essere fatto rientrare nella famiglia maceratese-fermana-camerte (o marchigiana centro-meridionale), mentre già il confinante fabrianese presenta caratteristiche miste di transizione con quelle dell'area anconetana (o marchigiana centro-settentrionale). Tra le varie caratteristiche peculiari, vanno ricordate:
- l'uscita in -u di sostantivi e aggettivi derivanti dall'originaria -u latina (fócu per "fuoco"), l'uso degli articoli determinativi singolari lu o lo (lu gattu, lo pà) e la  (la monnezza) e dei pronomi issu (egli, lui) ed essa (ella, lei);
- la metafonesi di "e" ed "o" per effetto di -o ed -i finale: in particolare, mentre per "e" aperta vigono le condizioni presenti nelle aree più a nord, come un tempo a Fabriano, Sassoferrato ed Arcevia, ossia il dittongamento in -ié- (tiémbu per "tempo"), per "o" aperta vigono le condizioni di tipo maceratese, riscontrabili anche nella confinante Matelica, ossia la chiusura in ó (faggiólu per "fagiolo"), e tutto ciò è dovuto alla posizione del paese al confine tra l'entroterra anconetano, in cui vigono i dittonghi -ié- e -uó- (c.d. metafonesi napoletana"), e la provincia di Macerata, dove è presente la semplice chiusura in é ed ó (c.d. metafonesi "ciociaresco-arpinate"). "E" ed "o" chiuse volgono rispettivamente in i ed u (Ciaritu per "Cerreto", libbrittu per "libretto" e gunfiu per "gonfio");
- l'indebolimento dell'articolazione occlusiva bilabiale sonora: termini come "bello", "barba", "birra" suonano vello, varva, virra. Questo fenomeno è proprio dell'area maceratese ma è caratteristico anche della parlata fabrianese; non a caso il nome dialettale di Fabriano suona Favrià);
- il passaggio delle affricate palatali sonore a fricative palatali sonore (per cui in "giacca", "valigia", "tragedia" la g, preceduta da "e" o "i", suona come la j francese, analogamente a quanto avviene in toscano);
- l'indebolimento delle occlusive dentali sorde ("un'altra volta" è n'andra orda); il passaggio delle occlusive velari sorde e delle occlusive palatali sorde ad articolazioni sonore ("crema" diviene grema < lat. volg. CREMA, "colpo" gorbu < lat. volg. COLPUS); assimilazione progressiva di -nd- (per cui lat. volg. *ANDITARE > annà per "andare" o lat. (IMM)UNDITIA > monnezza per "immondizia");
- le prime persone plurali del presente indicativo con le uscite in - imo tipiche dei dialetti del maceratese.

Alcuni di questi fenomeni meritano tuttavia un'attenzione maggiore, perché nascondono delle peculiarità che non sono proprie del maceratese: ad esempio, nei dialetti della provincia di Macerata in alcuni casi le affricate palatali sonore passano ad approssimanti palatali sonore (i semiconsonantiche), cosa che non avviene nel cerretese. 'Un altro giorno' suona n'andro giornu a Cerreto ma n'andro jornu nelle zone maceratesi (fanno eccezione termini come 'giù' o la particella pronominale 'ce', che suonano jo e je a Cerreto : Annamo jo al campetto 'Andiamo giù al campetto', No' je la fo più 'Non ce la faccio più (= sono sfinito)'; a Cerreto e dintorni (prima fra tutte Fabriano) l'indebolimento delle dentali sorde può spingersi anche oltre, fino alla loro scomparsa: si vedano ad esempio i participi 'mangiato' e 'andato' che suonano magnau o magnao e annao o 'nnao. Differenze sostanziali si notano anche nel lessico, più vicino a quello fabrianese (un esempio su tutti il termine muniellu 'bambino, ragazzino' analogo al fabrianese munello o monello e non certo al maceratese o fermano frigu) ed in alcune radici verbali.
Tuttavia, la maggior parte delle caratteristiche dialettali finora elencate sono scomparse nell'attuale parlata, o al massimo sopravvivono tra le generazioni più anziane, e ciò è stato determinato dall'influsso congiunto di italiano, romanesco e dei dialetti della fascia collinare e costiera della provincia di Ancona. Pertanto, l'attuale vernacolo parlato in città tende quasi del tutto a coincidere con quello della vicina Fabriano e degli altri centri dell'entroterra anconetano (Sassoferrato, Serra San Quirico, Arcevia, ecc.), per cui potrebbe essere ascritto in una zona mista (o "grigia") di transizione tra l'area dialettale anconetana e quella maceratese. Al giorno d'oggi, infatti:
- gli articoli lu, 'u e li hanno lasciato il posto a forme più "italianizzanti" del tipo 'l e i, ji come nella vicina Fabriano (Oggi 'l tembo è bòno per "Oggi è bel tempo", Vo a pija ai monelli per "Vado a prendere i bambini");
- le terminazioni in -u sono state sostituite dalle normali terminazioni vocaliche italiane, con il conseguente venir meno dell'originaria distinzione tra le terminazioni in -o e in -u;
- non c'è più metafonesi né per "e" né per "o" aperta e chiusa: termini come "fratello" o "fosso" hanno metafonia analoga a quella dell'italiano (fratello, fosso);
- il pronome issu non è più utilizzato, mentre essa resiste ed è in uso anche a Fabriano;
- Le prime persone plurali escono in - amo, - emo e - imo, come nella maggior parte dei dialetti dell'anconetano.

## Infrastrutture e trasporti

### Strade
Strada a scorrimento veloce in costruzione, ma aperta nel tratto che va da Fabriano a Castelraimondo, è la SS256 var, arteria che fa parte del progetto Pedemontana delle Marche, collegamento che ha l'ambizione di unire i territori interni della regione Marche da nord a sud.

### Ferrovie
La cittadina ha una stazione ferroviaria facente parte della ferrovia Civitanova Marche-Fabriano, servita da treni regionali Trenitalia nell'ambito del contratto di servizio stipulato con la Regione Marche.

## Amministrazione
| Periodo           | Periodo           | Primo cittadino              | Partito                                     | Carica                  | Note  |
| ----------------- | ----------------- | ---------------------------- | ------------------------------------------- | ----------------------- | ----- |
| 13 giugno 1985    | 19 maggio 1990    | Francesco Migatti            | Democrazia Cristiana                        | Sindaco                 | [ 7 ] |
| 19 maggio 1990    | 24 aprile 1995    | Francesco Migatti            | Democrazia Cristiana                        | Sindaco                 | [ 7 ] |
| 24 aprile 1995    | 14 giugno 1999    | Giovanni Porcarelli          | Centro                                      | Sindaco                 | [ 7 ] |
| 14 giugno 1999    | 14 giugno 2004    | Giovanni Porcarelli          | Lista civica                                | Sindaco                 | [ 7 ] |
| 14 giugno 2004    | 8 giugno 2009     | David Alessandroni           | Lista civica                                | Sindaco                 | [ 7 ] |
| 8 giugno 2009     | 26 maggio 2014    | David Alessandroni           | Lista civica                                | Sindaco                 | [ 7 ] |
| 26 maggio 2014    | 7 agosto 2014     | Livia Ciappelloni Mulattieri | Lista civica Uniti per Cerreto              | Sindaco                 | [ 7 ] |
| 7 agosto 2014     | 18 giugno 2015    | Angela Buzzanca              |                                             | Commissario prefettizio | [ 7 ] |
| 18 giugno 2015    | 22 settembre 2020 | Giovanni Porcarelli          | Lista civica Sviluppo Solidarietà Progresso | Sindaco                 | [ 7 ] |
| 22 settembre 2020 | in carica         | David Grillini               | Lista civica #Cambiamenti                   | Sindaco                 | [ 9 ] |

## Sport

### Calcio
La squadra del Cerreto ha militato in Serie D.
Attualmente si è unita a quella del Fabriano e forma il Fabriano Cerreto che disputa il campionato di Eccellenza.